# Thames Head

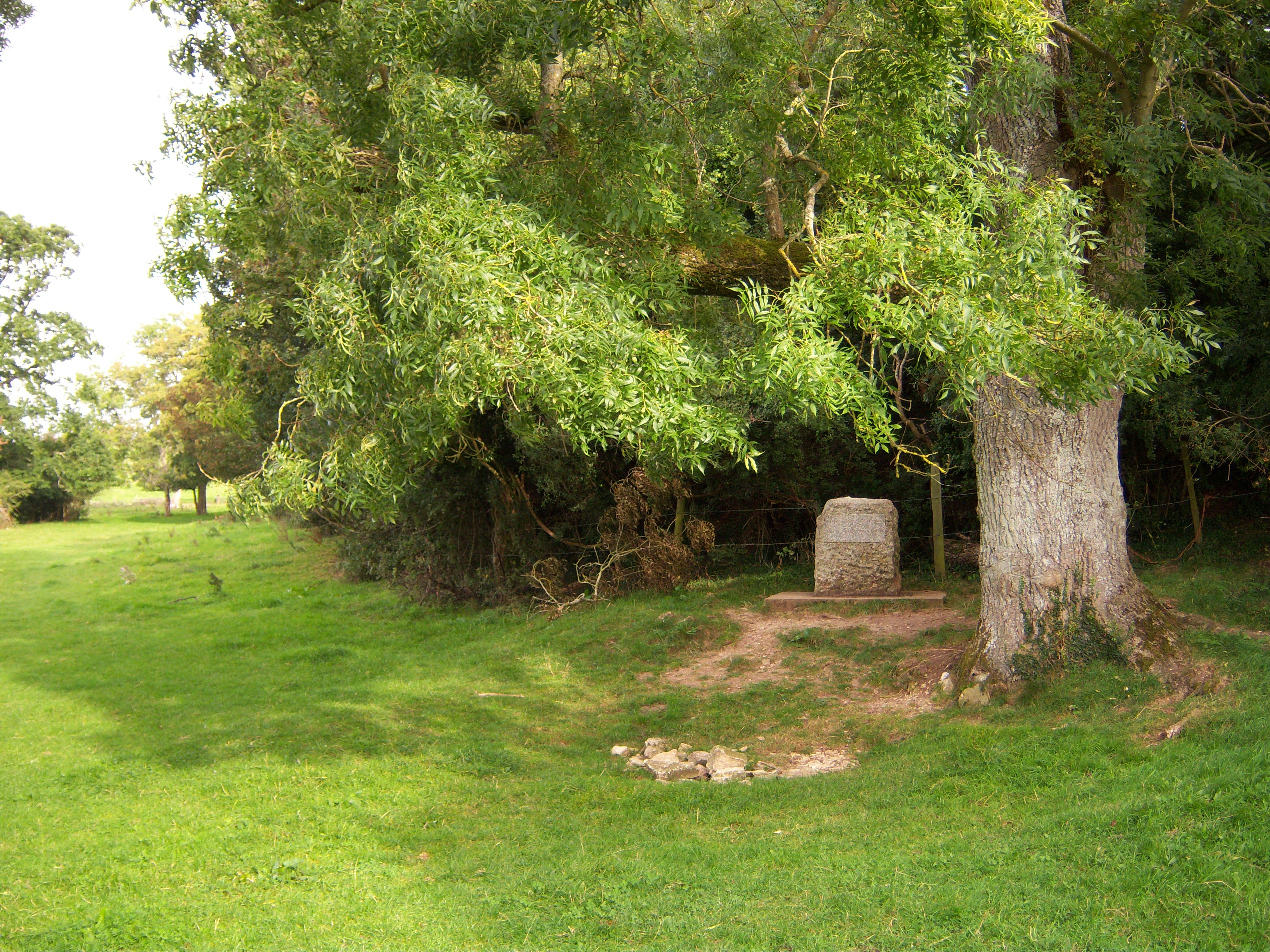
Le monument érigé sur le site officiel de la source de la Tamise. La résurgence est sèche au moment de la prise de vue.

Thames Head est le site traditionnellement identifié comme la source de la Tamise. Cette source se situe à proximité du village de Kemble et de la ville de Cirencester dans le Gloucestershire. L'altitude de la source est de 110 mètres.
Le site de la source de la Tamise est sujet à controverse. L’Agence de l’environnement, l’Ordnance Survey et quelques autres autorités publiques situent la source de la Tamise dans les environs de Trewsbury Mead. D’autres la placent à Seven Springs, à 18 kilomètres plus au nord et à l’est de Gloucester. Officiellement toutefois Seven Springs est la source de la rivière Churn, un affluent de la Tamise qu’elle rejoint à Cricklade.
Une stèle placée sous un frêne porte l’inscription suivante :

« THE CONSERVATORS OF THE RIVER THAMES

1857-1974

THIS STONE WAS PLACED HERE TO MARK THE

SOURCE OF THE RIVER THAMES »